# Вірусні повідомлення (масова комунікація)
З виникненням все більшої кількості засобів масової інформації, дедалі частіше досліджується вплив утвореного медіапростору на світогляд людини. Один із феноменів сучасного суспільства, яке варте уваги під час подібного дослідження – це феномен медіавірусу.
Термін "Медіавірус" (англ. media virus) ввів журналіст та теоретик медіа Дуглас Рашкофф у своїй книзі «Медіа Вірус», 1994 рік. Характеризуючи сьогоднішній медіапростір, Д. Рашкофф знаходить в ньому приховані інформаційні вставки, спрямовані змінювати світогляд. Ці повідомлення ніби знаходяться в упаковці і, опинившись всередині свідомості, починають активізуватися..
Однак, перший вжиток цього терміну можна зустріти в роботах Г. Лассвела, зокрема, в його теорії «магічної пулі» та впливу ЗМІ на аудиторію. Головна ідея полягає в тому, що повідомлення мас-медіа приймаються всіма членами аудиторії однаково і такі стимули викликають миттєві та непередбачувані відгуки. Д. Рашкофф, на відміну від Лассуела, не вважає вплив ЗМІ безумовним, тому ставиться до нього досить критично. На його думку, люди навчилися розрізняти штучно створені повідомлення та добре розуміють мову символів, а отже, впливати на їх свідомість стає дедалі важче.

## Вірусна комунікація
Вірусна комунікація – це техніка, яка використовує засоби масової комунікації для передачі інформації з метою підвищення поінформованості про бренд, ідею, послугу.  
Це може бути текст, відео, зображення. Процес поширення вірусного повідомлення нагадує «сарафанне радіо». «Вірус» заражає одного користувача засобів масової комунікації, що передається через особистісну комунікації іншим.
В такого типу повідомленнях, зазвичай, не міститься заклику до його поширення. В людини самої має виникнути бажання поділитися цією інформацією.
Повідомлення може тижнями знаходитись в медіапросторі без особливої уваги доти, доки хтось не зверне на нього увагу і не поширить далі. Безумовно, ця людина має мати соціальне значення для того, щоб їй повірили та «захопилися» цією ідеєю. Адже, у лідерів думок теж є свої авторитети, лідери, до чиєї думки вони прислухаються. Тут важливу роль відіграють так звані, брокери, особи, які є ключовими, з’єднуючими елементами в декількох мережах, і які, таким чином сприяють поширенню повідомлень
Основним завданням того, хто поширює вірусне повідомлення є знайти людей, які мають велике соціальне значення (в англомовній літературі це позначається, як SNP — Social Networking Potential)[[[:en:Social networking potential]]] і змусити їх захотіти поширювати це повідомлення. Поширення інформації на дану категорію людей підвищує ймовірність ретрансляції . 
Ще однією Особливістю вірусного повідомлення є те, що постійно відбувається зміна комунікатора та реципієнта, тобто, отримавши повідомлення, людина змінює роль реципієнта на роль адресанта.

## Меметична концепція
Медіавіруси – це меми та мемокомплекси, які поширюються інфосферою, та інформація від яких впливає на сприйняття людьми локальних та глобальних подій. Вони вводять в інформаційний простір певні завуальовані ідеї, які, є, по суті, ідеологічними кодами. Їх носіями можуть стати події, скандали, чутки.  Наукова дисципліна, що вивчає віруси та впливові меми, називавається меметика.
Меми –це неподільні смислові конструкції, які викликають яскраві емоційні враження, які запам’ятовуються, і тим самим зумовлюють передачу цієї інформації іншим учасникам. До них вони передаються вже не як конкретна інформація, а як знак, що інтерпретується індивідуально. 
Меметична концепція була сформульована Р. Докінзом, з робіт якого в 80-х роках минулого сторіччя зародилася традиція проведення аналогій між механізмами передачі культурної та генетичної інформації
Під мемами розуміються одиниці культурної інформації які можуть бути представлені у вигляді:
- слів і виразів;
- наукових відкриттів;
- символів;
- тварин ( зворушливі відео тваринок);
- мелодій (саундтреки до рекламних роликів);
- подій;
- чуток;
- жестів та поведінкових реакцій (стакан з рідиною, що виплеснув В. Жириновський в свого політичного опонента, Б. Нємцова в 1995 році в ефірі програми «Один на один»; цей жест був повторений в подібному політичному ток-шоу в 2013 рр.)[Один на один (телепередача)[ru]].

Медіавірус в процесі копіювання та поширення в мережі видозмінюється, починає самостійно «генеруватися», часто переходячи з інфосфери в реальне життя. Медіа стихійно створюють віртуальні образи, які проникають в нашу повсякденну дійсність, синтезуючи реальну і віртуальну дійсності

## Приклади медіа-подій, трансформованих у медіавіруси
Будь-яка подія, яка сталася в медіапросторі, може нести в собі медіавірус. В умовах високого рівня інформатизації суспільства, поширення цього вірусу може мати надзвичайну швидкість.
Можна привести приклади медіа-подій, які викликали найбільший резонанс у суспільстві.
- Медіавіруси, які стали поштовхом до масових заворушень, як наприклад, випадок з побиттям представника темношкірої раси, Родні Кінга, поліцейськими на початку 1990-х, що було знято на відеокамеру та яке потрапило в американські ЗМІ. Бунти в Лос-Анджелесі (1992)
- До медіа вірусів, очевидно, можна віднести і сексуальний скандал навколо колишнього, а тоді діючого президента США Білла Клінтона і Моніки Левінські, використаний республіканцями і, який, цілком ймовірно, сприяв ослабленню позицій демократів в цій країні. Скандал Клінтон — Левінскі, Імпічмент Біла Клінтона
- Джерелами медіавірусів можуть виступати телепередачі і мультсеріали, наприклад «Сімпсони». Проблема медіавірусів, що поширюються серед дітей і тінейджерів, привертає особливу увагу.

## Медіавірус vs стандартне інформаційне повідомлення
Відповідно, наслідки впливу медіавірусів на суспільство більш помітні й довготривалі, ніж у стандартної PR-акції . Втім, навіть спрощені меми можуть з часом мутувати в медіавіруси і змусити людей змінити своє ставлення до будь-яких питань.
Особливістю медіавірусів є те, що вони породжують нові питання, а не дають готові відповіді. Найпростіший спосіб відрізнити медіавірус від традиційного інфрмаційного повідомлення - це визначити, спрощує він питання, або ж, зводить його до емоцій та робить його надзвичайно складним. Вірусне повідомлення завжди провокує до зміни певної думки, ускладнює, на перший погляд, систему поглядів, що була до отримання повідомлення.

## Принцип поширення вірусних повідомлень
Вірусні повідомлення заохочують поширення повідомлення іншим особам, створюючи потенціал для постійного зростання впливу цього повідомлення. Вірусне повідомлення після його створення прямує до свого «сприйнятливого» адресата, той стає «зараженим», і, після цього може заражати інших. Стратегія побудована таким чином, що людина «заражається» певною ідеєю, прагне збільшити поінформованість інших і так стає активним ретранслятором. Оскільки кожен заражений адресат має розвинену соціальну мережу, він може поширювати це повідомлення більше, ніж одному потенційно «сприйнятливому» користувачеві, тобто вірус розмножується в геометричній прогресії.
Поширювач «вірусного повідомлення» може робити це з різних причин. Однією з них може бути бажання поділитися з іншими знайденою інформацією, оскільки, на думку ретранслятора, вона може бути корисною або цікавою для інших. Іншою причиною може бути свідоме бажання нав’язати цю ідею іншій людині для того, щоб вона передавала її далі. Тобто, метою є ознайомлення з інформацією якомога більшої кількості людей, при чому якість та цінність її для кожного реципієнта відіграє другорядну роль.

### Ефективність передачі вірусних повідомлень
Медіа вірус може містись в зображенні, технології, ідеї, музиці, стилі – головне, щоб оболонка привертала нашу увагу Передусім, відбувається вплив на емоційний стан людини. Для того, щоб передавати повідомлення іншим, в людини має виникнути бажання донести цю ідею до інших, захопитися нею.
Вірусні повідомлення поширюються тим скоріше, чим сильніше вони провокують нашу увагу та інтерес. Успішність цього процесу залежить від середовища, в якому перебуває реципієнт, які норми превалюють в суспільстві, що знайомо, а що – ні. В новому культурному середовищі людина може не звернути увагу на повідомлення, оскільки образ, який в ньому ретранслюється є незнайомим, нецікавим. Це буде свідчити про те, що в людини ще немає виробленого культурного «імунітету» до цього типу вірусу.
Успішність передачі вірусного повідомлення також буде залежати від того, наскільки стійкими є норми, яким слідує реципієнт. Якщо позиція не є однозначною, вірусному повідомленню легше проникнути в інформаційне поле людини і бути сприйнятим, а далі вже, як один з можливих наслідків, бути поширеним серед інших людей.

## Типи вірусних повідомлень
Д. Рашкофф виокремлює 3 типи медіавірусів:
- Навмисно створені медіа-віруси, свідомо кимось запускаються, щоб сприяти поширенню будь-якого товару чи ідеології. Прикладами таких вірусів є рекламні трюки та акції медіаактівістів.

Цей тип стосується найбільш очевидних вірусних повідомлень. Бажання поширення цієї інформації не є прихованим, навпаки, така ідея є демонстративною, такою, що закликає інших до її розповсюдження. Це можуть бути рекламні повідомлення, передвиборчі лозунги, які створюються і запускаються одночасно, та спрямовані на поширення певного товару, послуги, ідеї.
- «Кооптовані» віруси, або «віруси-тягачі», що виникають спонтанно, але миттєво починають використовуватися зацікавленими групами з метою поширення власних концепцій.

приклади включають скандал навколо Вуді Аллена і Міа Ферроу (використовувався республіканцями для критики концепцій демократів).
- Віруси, що самостійно зароджуються

Це медіавіруси, що викликають інтерес і поширюються самі по собі. Прикладами можуть служити скандальні події, нові технології або наукові відкриття. Віруси протидіють надмірному спрощенню і відволіканню уваги. Щоб відрізнити їх від звичайних PR-трюків, слід визначити, чи спрощує він інформаційну подію чи зводить його до емоцій, або робить його складним. Медіавірус розкриває складність зв'язків у системі і часто по-новому, несподівано розставляє акценти, у той час, як PR-трюк штучно спрощує повідомлення (наприклад, слоган «Скажи наркотикам" ні! "», що вимагає відмовитися від наркотиків тільки через те, що це наркотики).
Прикладом цього типу вірусного повідомлення може бути якась подія, що викликала жвавий інтерес і поширилась, таким чином в суспільстві. Наприклад, технологічне відкриття. Тобто, для цього типу повідомлень характерним є те, що ідея поширення повідомлення з’являється після того, як подія вже відбулась і про неї хтось дізнався. У випадку з науковим відкриттям – ця подія не була створена тільки для того, щоб створити з неї медіаподію, але, оскільки вона є визначною для суспільства, інформація про неї миттєво розлітається по багатьох інформаційних каналах. І, таким чином, вона перетворюється у вірусне повідомлення.
Медіавіруси також можуть бути створені з метою боротьби проти тої чи іншої політичної партії, релігії, суспільного інституту. Незалежно від того, створений вірус штучно чи виник він природно, він породжує соціальні мутації, може впливати на нашу свідомість і тим самим слугувати запорукою певного роду еволюції.
Більшість умисних медіавірусів є штучними від початку до кінця. З розвитком електронних ЗМІ, медіавіруси в мережі Інтернет стають дедалі небезпечнішими у зв’язку з глобальністю мережі та анонімністю поширення медіавірусів. При цьому, вакцини проти нього ще не створено. Фактично, ми спостерігаємо появу небезпечного явища і поки що не знаємо, як із ним боротися. На сьогодні, спосіб боротьби справді подібний до карантину, який ми використовуємо під час епідемій, тобто, ізоляція суспільства від ЗМІ, що само по собі є просто неможливим.

## Переваги й недоліки в стратегіях вірусних повідомлень

### Переваги
Головною метою вірусних повідомлень є їх поширення в суспільстві. Стратегія поширення вірусних повідомлень має свої переваги та недоліки, що, в свою чергу, впливають на ефективність розповсюдження інформації.
Серед переваг можна виділити те, що такий тип поширення повідомлень є відносно дешевим, оскільки поширення відбувається за рахунок учасників комунікації.
Ще однієї особливістю є персоніфікована передача повідомлення. Це може бути одночасно плюсом і мінусом, в залежності від того, як сприймається «джерело інформації» реципієнтом. 
Вірусні повідомлення проникають через канали комунікації, що мають високий поріг довіри, оскільки надсилають її ті, хто має електронну пошту, номер або володіють якимось іншим персональним зв’язком з транслятором.
Якщо говорити про охоплення вірусних повідомлень, вони поширюються не тільки на цільову аудиторію, але й впливають на нові аудиторії, таким чином, роблячи їх потенційними.
На відміну від новини, вірусні повідомлення не мають обмеженості в часі як такої. Вони можуть поширюватись стільки, скільки будуть передаватись через канали комунікації.

### Недоліки
Серед недоліків вірусного повідомлення можна назвати його суб’єктивність. Сприйняття чи несприйняття повідомлення залежить напряму від реакції реципієнта на ідею, що транслюється. Для подальшої передачі у вірусному повідомленні має бути закладена така інформація, яка сприйметься аудиторією і якою захочеться поділитися з іншими.
Потрібно врахувати також, що зацікавленість і прихильність до певного повідомлення не обов’язково призводить до його поширення.
Передача вірусних повідомлень є певного типу ризиком для тих, хто їх створює, оскільки, випустивши вірус в маси, його створювач втрачає над ним контроль, тому що невідомо, в якому саме вигляді це повідомлення пошириться в суспільстві.

## Принципи поширення вірусного повідомлення
Вірусний маркетинг - загальна назва різних методів розповсюдження реклами, де головним розповсюджувачем інформації є самі одержувачі інформації, шляхом формування змісту здатного залучити одержувачів інформації за рахунок яскравої, креативної, незвичайної ідеї або з використанням природного або довірчого послання. Це процес створення і розміщення медіа вірусу - цікавого та привабливого контенту.
Загалом, комплекс соціальних практик поширення вірусного повідомлення в Інтернет-комунікаціях є змінним, постійно доповнюється новими практиками і підходами, однак є певні принципи, на яких базуються ці практики.
- Використання соціальних зв’язків. Люди люблять ділитися інформацією, яка розвиває їх (або створює ілюзію розвитку, статусу, рівня освіти). У блогах кожен вільний висловлювати свою думку або поширювати ту, що вже була висловлена кимось іншим. Робота в соціальних мережах показує, що найбільш популярний контент – це історії, що надихають, невідомі факти з біографій успішних людей, правила життя, і т.д. Подібні історії на стіні соціальної мережі або блогу покращують імідж користувача в очах цільової аудиторії.[8]
- Використання тригерів. Люди часто обговорюють відомі бренди, однак одні згадуються частіше, інші – рідше. Справа в тому, що багато брендів (тем, продуктів, ідей і т.д.) підтримуються розкрученими тригерами – певними загальновідомими слоганами, висловами, діями чи будь-якими іншими чинниками, що спонукають до певної відповідної дії.[9]
- Використання емоційних станів. Люди схильні ділитися контентом, що викликає сильну емоційну реакцію. Однак найбільш популярний контент не фокусується на пригнічених емоціях, а зазвичай використовує позитивні у своєму контенті. Велика частина вірусного контенту працює на таких емоціях як тривога, гнів, захват. Звернення до цих почуттів викликає сильний емоційний сплеск[8]
- Публічність дій. Якщо люди бачать, що хтось із друзів або знайомих вже вчинив певну дію, їм стає простіше повторити її. Людям необхідно представити дію і переконати в її значущості, перш ніж вони цю дію здійснять.[10]
- Практична цінність. Практична користь рекламних матеріалів має великий вірусний потенціал. Люди люблять поширювати інформацію, яку можна застосувати в житті. Це дозволяє поінформувати друзів і підвищити свою соціальну значимість.[9]
- Примусова мотивація. Створити такі умови, щоб користувачі повинні були поширювати повідомлення, якщо хочуть отримати певні вигоди, тобто, наприклад, репост для отримання знижки і т.д. Однак, цей метод повинен бути добре продуманим, оскільки, наприклад, репост може бути видалений відразу після отримання знижки, тому слід продумувати також і методи контролю або зменшувати кількість варіантів, якими користувачі можуть отримати вигоди і не поширювати вірусне повідомлення.[11]
- Прихована мотивація.

Можливість виказати свій вибір, думку користувачем без прямої необхідності поширювати вірусне повідомлення. Наприклад, використання міні-опитувань «Яку краватку вибрати: червону чи чорну?» з візуалізацією цих варіантів на інших людях створює приховану мотивацію у користувачів для покупки тих товарів, послуг, які йому дійсно сподобались, як вони виглядають і тими образами, з якими він себе асоціює або хоче асоціювати. Тому користувач захоче сам знайти і купити даний товар, а новина вдалої покупки завжди відображається на соціальному житті людини, як віртуальному, так і реальному.